# Antinephele efulani
Antinephele efulani là một loài bướm đêm thuộc họ Sphingidae. Nó được miêu tả bởi Clark năm 1926, và được tìm thấy ở Cộng hòa Dân chủ Congo, Gabon và Cameroon.